# Cyrus Reza Pahlawi
Cyrus Reza Pahlawi, pers. ‏شاهزاده رضا پهلوی‎ (ur. 31 października 1960 w Teheranie) – najstarszy syn ostatniego szacha Iranu Mohammada Rezy Pahlawiego i jego trzeciej żony, Farah Pahlawi. Po śmierci ojca ogłosił się dziedzicem perskiego tronu jako Reza Pahlawi II. Przebywa obecnie z żoną i trzema córkami na emigracji w Stanach Zjednoczonych.
Cyrus Reza Pahlawi prowadzi działalność na rzecz przywrócenia monarchii w Iranie, wydaje oświadczenia prasowe, pisze artykuły. Jest autorem książki Winds of Change, wydanej w USA.

## Odznaczenia
- Wielki Łańcuch Orderu Pahlawiego – 1967
- Wielki Łańcuch Orderu Korony – 1967
- Medale 2500-lecia Imperium Perskiego – 1971
- Królewski Order Serafinów – 1970
- Krzyż Wielki Orderu Zasługi Republiki Włoskiej – 1974
- Łańcuch Orderu Izabeli Katolickiej – 1975
- Wielka Złota Odznaka Honorowa na Wstędze Zasługi dla Republiki Austrii – 1976
- i inne[1]